# Zdena Látalová
Zdena Látalová (Přerov, 15 aprile 1964) è un'ex cestista cecoslovacca.

## Carriera
Con la Cecoslovacchia ha disputato i Campionati mondiali del 1986.